# Parajd
Parajd (románul: Praid, németül: Salzberg) község Romániában, Hargita megyében. A Sóvidék földrajzi tájegység központi települése. Itt található a Kárpát-medence és egyben Európa egyik legnagyobb sótömbje, melynek belsejében bányászati tevékenység zajlott 2025 tavaszáig.

## Fekvése

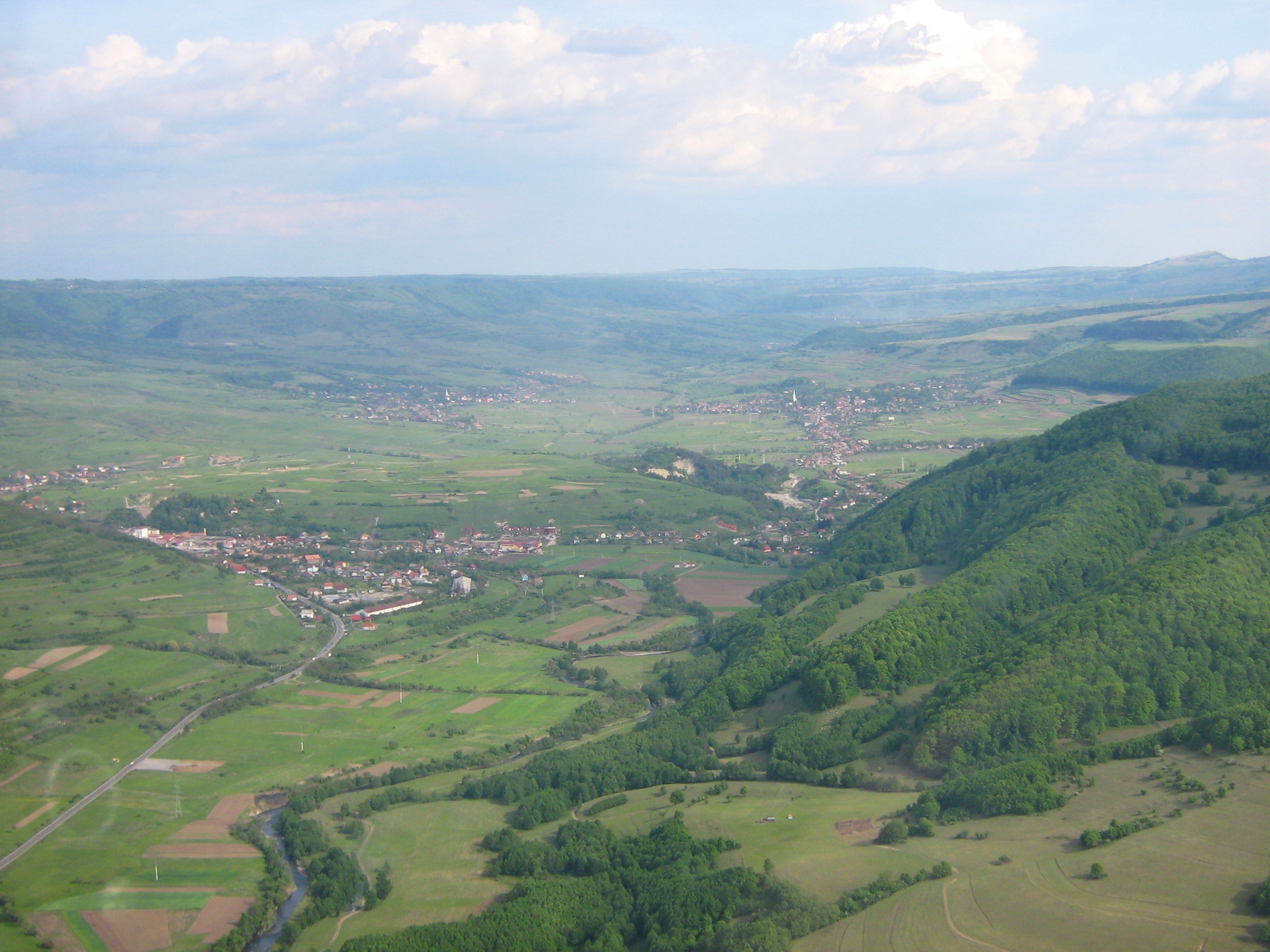
A Kis-Küküllő völgye Parajdnál

A település Székelyudvarhelytől 38 km-re északnyugatra a Kis-Küküllő mentén, a Görgényi-havasoktól délre fekszik.

## Nevének eredete
Neve a magyar paraj főnévből származik. A hagyomány szerint neve onnan ered, hogy a sószállító fuvarosok lovaikat e helyen legeltették "páréztatták", miközben szekereiket megrakták sóval.

## Története
Határában a Kis-Küküllő és a Nagyág völgyén felfelé haladva emelkedő sziklacsoport egyik csúcsán állnak Rapsóné várának romjai. Feltételezések szerint a 13. században épült mentsvárként, ahol a környék lakói ellenséges betörés alatt meghúzódhattak, és a 14. század közepéig tartották készenléti helyzetben.
A településnek már a rómaiak korában is működtek sóbányái. A hagyomány szerint eredetileg a mai Deszkásvár-dűlőben feküdt, melyet az itt talált településnyomok megerősítenek. Kápolnásmezőn egykor Szent László kápolnája állott, romjai 1852-ben még látszottak.
A Székelyföld lakói 1562-ig szabadon rendelkeztek a sóval, a sóvidéki sót a székely nemzet sójaként is emlegették, de a székelyek sorozatos lázongásai miatt II. János magyar király a székely sóbányákat állami monopóliummá nyilvánította. II. János elrendelte a sóbányák őrzését és így jön létre 1564-ben Parajd települése. Az erdélyi fejedelemség korában a székelyek sóbányája, a kamaraispán székhelye a szomszédos Sófalván volt. Parajd települése megszületésétől kezdve még sokáig Sófalva a későbbi Felsősófalva tartozéka, 1669-ben válik ki önálló településként Sófalvából. A Habsburg uralom alatt nyitják meg Parajdon a sóbányákat.
Orbán Balázs által megjelentetett Székelyföld leírásában 1868-ban 1375 lakosából 1226 székely, 31 idegen és 18 más nemzetiségű, 1910-ben 2888 lakosából 2858 magyar, 17 német, 8 román volt. A trianoni békeszerződésig Udvarhely vármegye Parajdi járásához tartozott. A Maros Magyar Autonóm Tartomány felszámolásával 1968-ban Parajdhoz csatolják az addig önálló községként szereplő Sófalvát, így a mai nap Alsó- és Felsősófalva, illetve Békástanya Parajd község része.
Parajd falu 1992-ben 3790 lakosából, 3554 magyar, 169 cigány, 64 román volt.
A község helyi érdekeltségű turisztikai üdülőhely, turizmusa jelentős részben a Parajdi sóbánya vonzerejére épült.
A bánya az utóbbi évtizedekben hozzávetőleg 600 ezer látogatót fogadott évente. Ugyanakkor már egy korai tanulmány rámutatott (2007-ben), hogy a Korond-patakból beszivárgó víz veszélyt jelent a bánya állapotára. 2025 májusában rendkívüli esőzés következett, és az előzőleg kiépített védelmi intézkedések nem bizonyultak elegendőnek a megáradt patak erejéhez. A víz egyre szélesebb  utat tört a sórepedésekben, míg végül elöntötte a helyiek megélhetésében kulcsszerepet játszó bánya járatait és termeit.

## Látnivalók
- A sóbányák sócsarnokai a légúti betegségek kiváló gyógyhelyei voltak. A bányában 120 m mélyen templom, játszótér is volt 2025-ig.
- Szomszédságában található a 19. század elején épült volt sóhivatal, amely ma egészségügyi rendelő.
- A település másik nevezetességei a határában levő sósziklák, melyek legnevezetesebbike az 576 m magas Sóhát, amely kb. 2 milliárd tonna sót tartalmaz. A Korond-patak vize a Só-szorosban tör át a sósziklákon.
- Fürdő és üdülőhely, gyógyhatású meleg sós fürdője van, ahol a fürdőzők lebegnek a tömény sós vízben.
- Románia első élő trópusi lepkéket bemutató Lepkeháza.[8]
- Rapsóné várának romjai.
- Református temploma 1790 és 1796 között épült, szentélye a régi 15. századi római katolikus templomból maradt meg.
- Római katolikus temploma 1800-ban épült. 1998-ban egy új templomot is emeltek.
- Ortodox temploma 1929-ben épült.
- A nemrég épített Áprily-emlékházban az érdeklődők a költő Parajdhoz fűződő életszakaszairól szerezhetnek információkat.
- Az idősebb parajdiak ismerik a szép sóvidéki táncokat, melyből ízelítőt lehet kapni a felsősófalvi Székelyföldi Táncházban, ahol a felsősófalviak többsége székely viseletben táncol.[9]
- 2012-ben nyitotta meg kapuit a Trópusi Lepkeház, ahol a lepkék közvetlen kapcsolatba kerülhetnek az emberekkel. Románia első élő trópusi lepkéket bemutató lepkeháza azóta is töretlen népszerűségnek örvend.
- Varázslatos Szelfi Ház (2024) és Fordított ház (2023) nyílt, ahol a látogatók kedvükre készíthetnek felvételeket önmagukról.[10]

## Híres emberek
- Itt született 1854-ben Hankó Vilmos kémikus, író,
- Itt született 1884. május 30-án nagybaconi Nagy Vilmos vezérezredes, 1942. szept. 24-től 1943. jún. 12-ig honvédelmi miniszter.
- 1888-tól itt töltötte gyermekéveit Áprily Lajos költő, majd később egy időre vissza is költözött a községbe.[11]
- Itt töltötte gyermekéveit Keresztes Lajos, (1900. április 30-án. – Budapest, 1978. augusztus 9.) olimpiai bajnok birkózó.
- Itt született 1915-ben Dr. Parajdi Incze Lajos író, költő, ifjúság-nevelő, fényképész, vitorlás-hajós, természetvédő. 1949-ben Amerikába vándorolt, ott alapított családot és folytatja pályafutását. Egyik könyvét az Árpád Akadémia (Cleveland, Ohio) aranyéremmel tüntette ki (Footprints on Destiny Lane - Lábnyomok a Sors Ösvényén, 1984), Lisbon Falls, 1982; Once Upon a Maine Island, Lewiston, 1983; A Hargita lelke. A Sóvidék szellemi arcképe, Astor, 1984.
- Itt született 1915. augusztus 8-án Brósz Róbert, a budapesti Eötvös Loránd Tudományegyetem Római Jogi Tanszékének egyetemi tanára.
- Itt született 1930-ban Kiss Ferenc Árpád közgazdász, gazdasági szakíró.
- Itt született 1953-ban Szőke András helytörténész és néprajzkutató.

## Képek

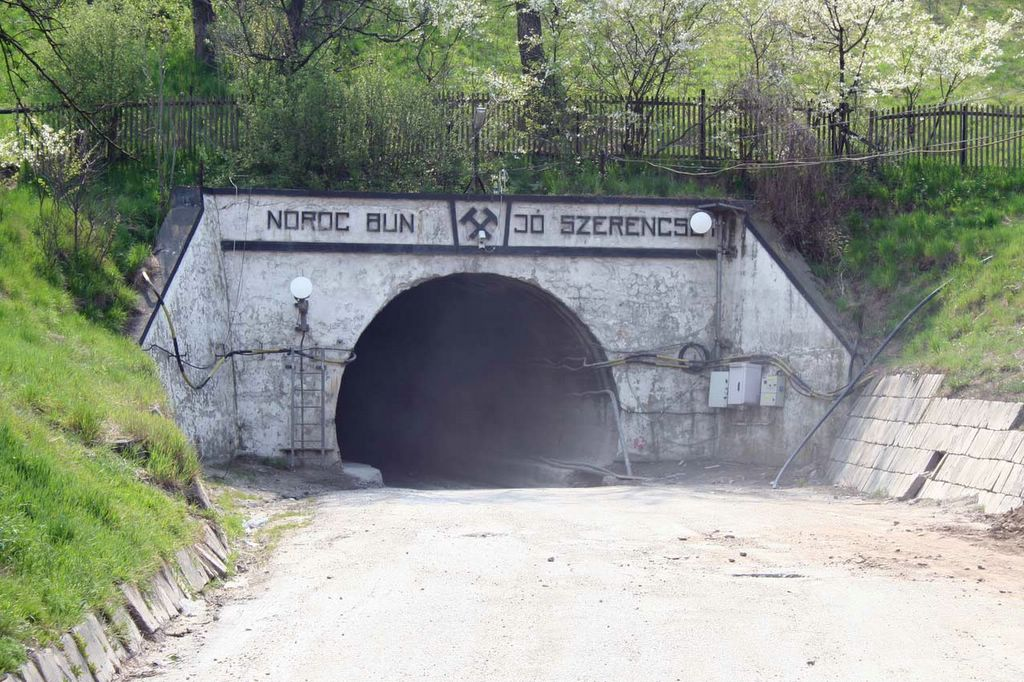
A sóbánya bejárata
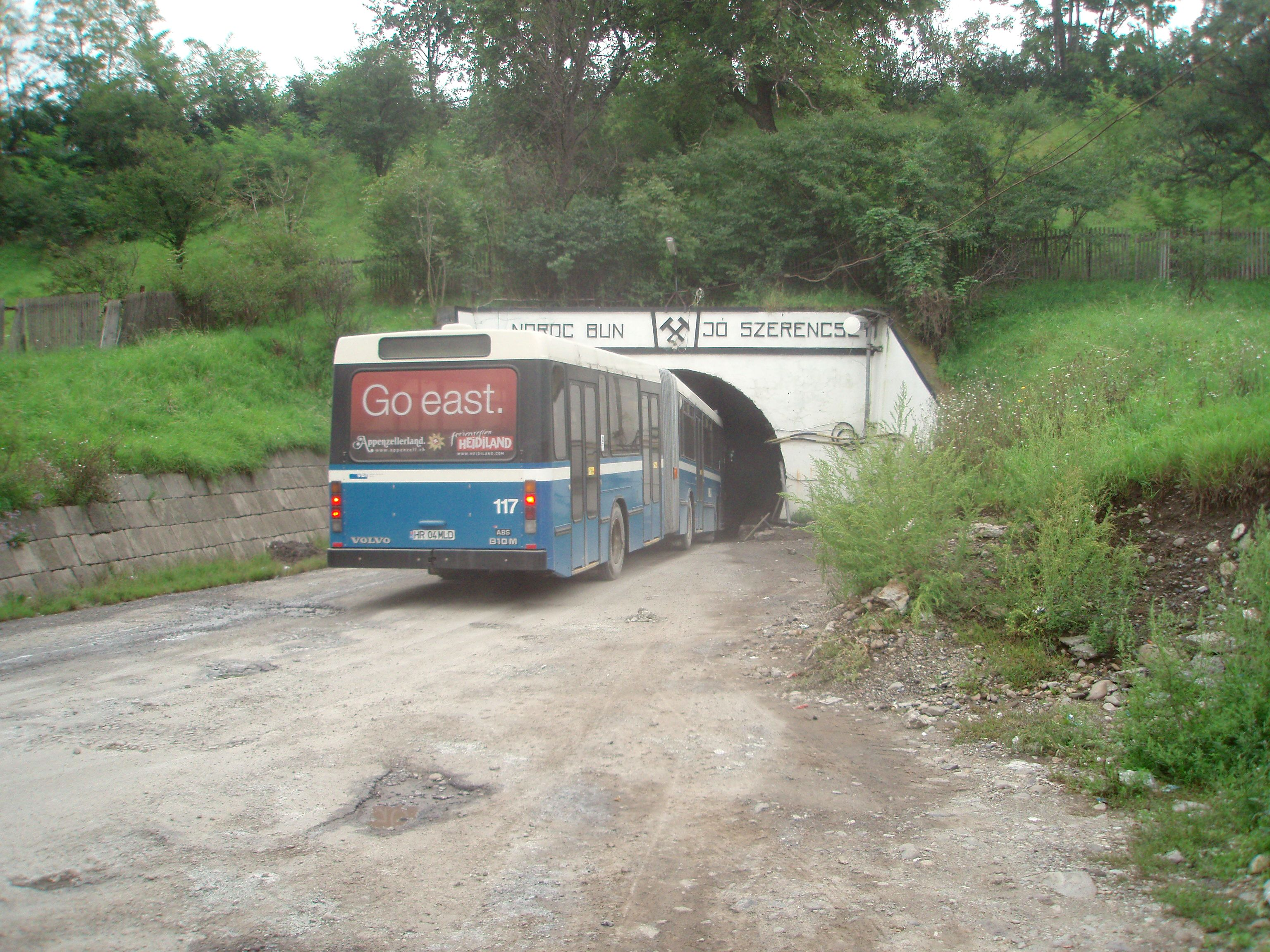
Busz visz le a bányába
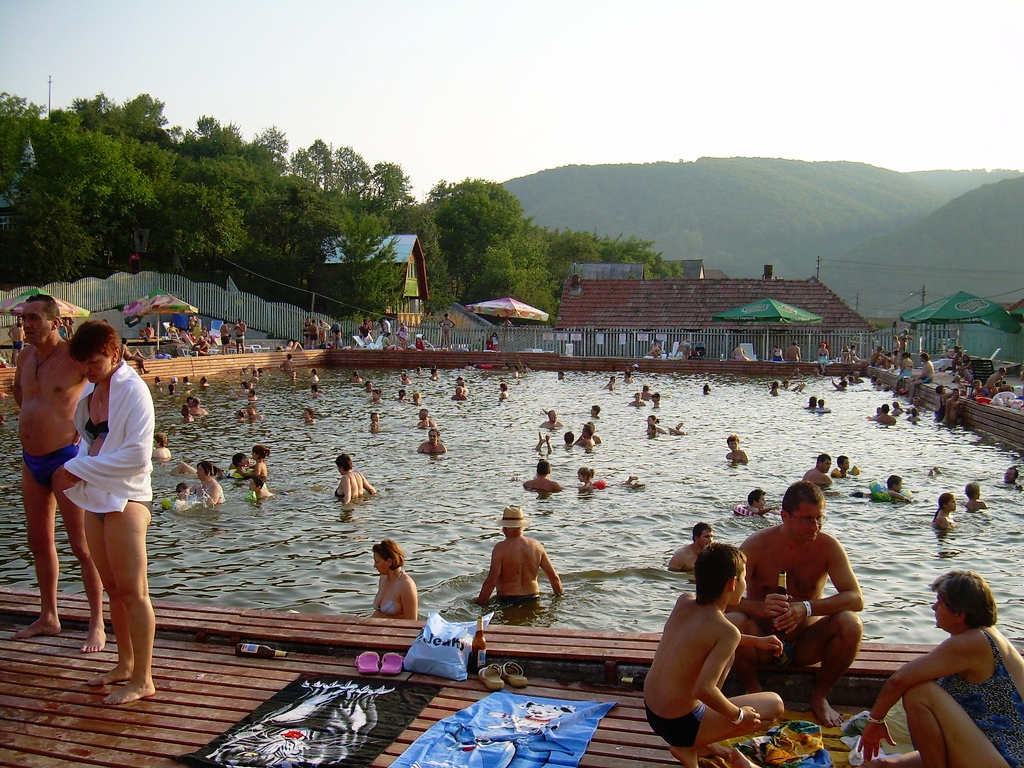
A gyógyfürdő
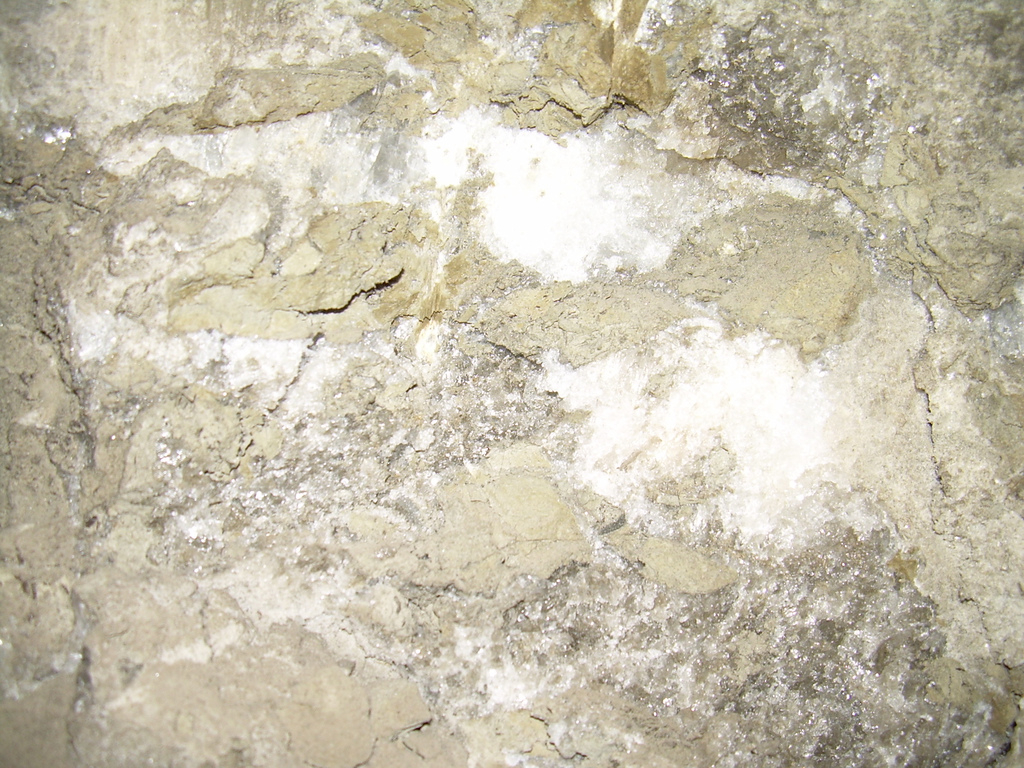
Sóelőfordulás a bánya falán
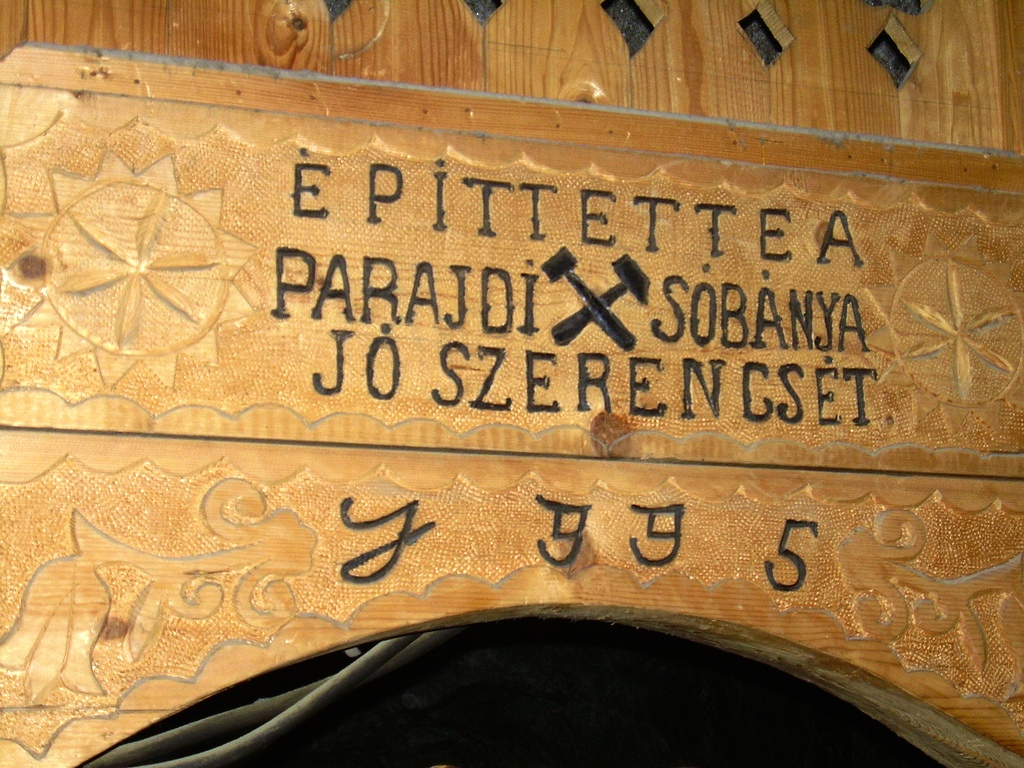
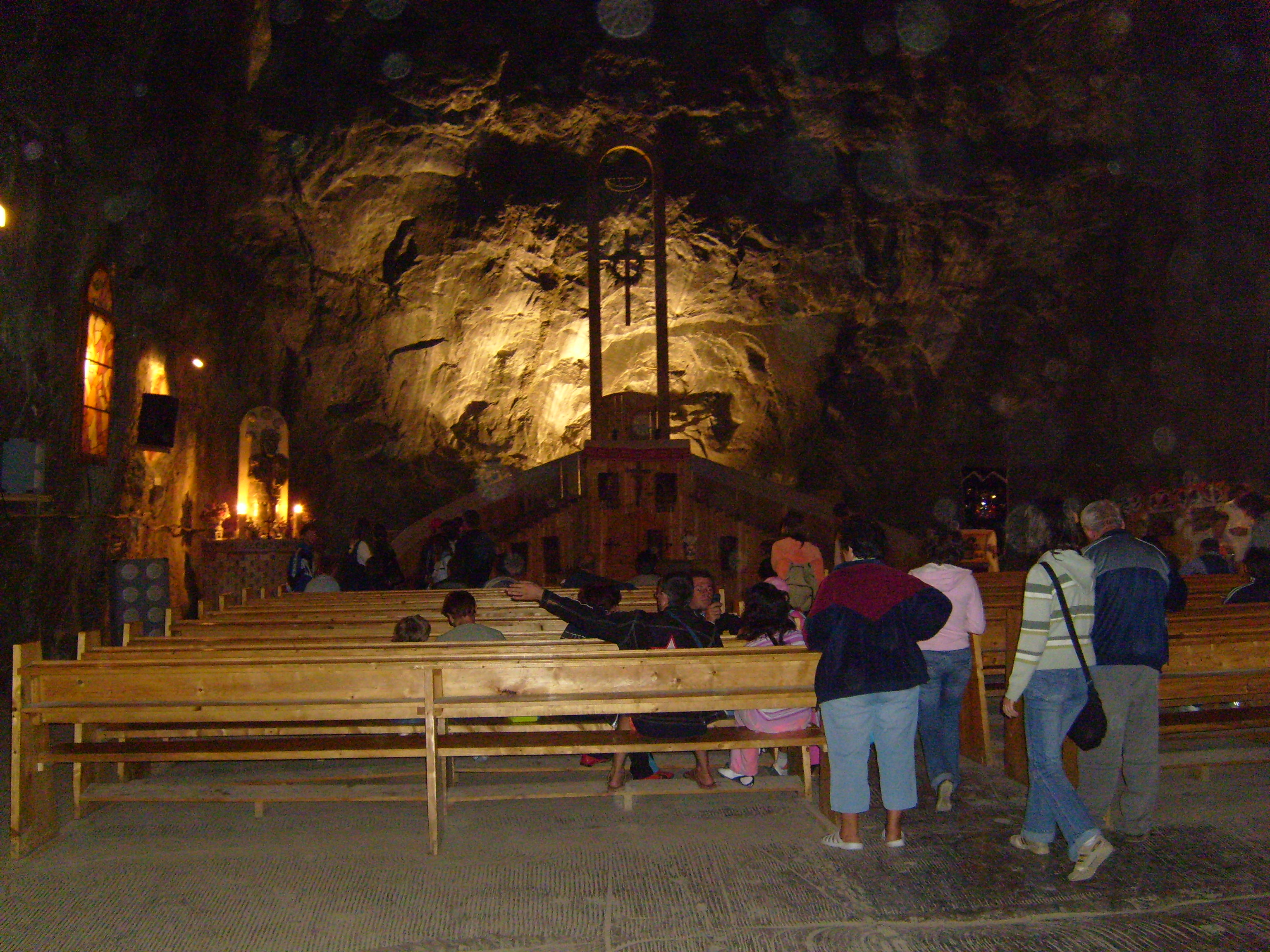
A sóbánya temploma
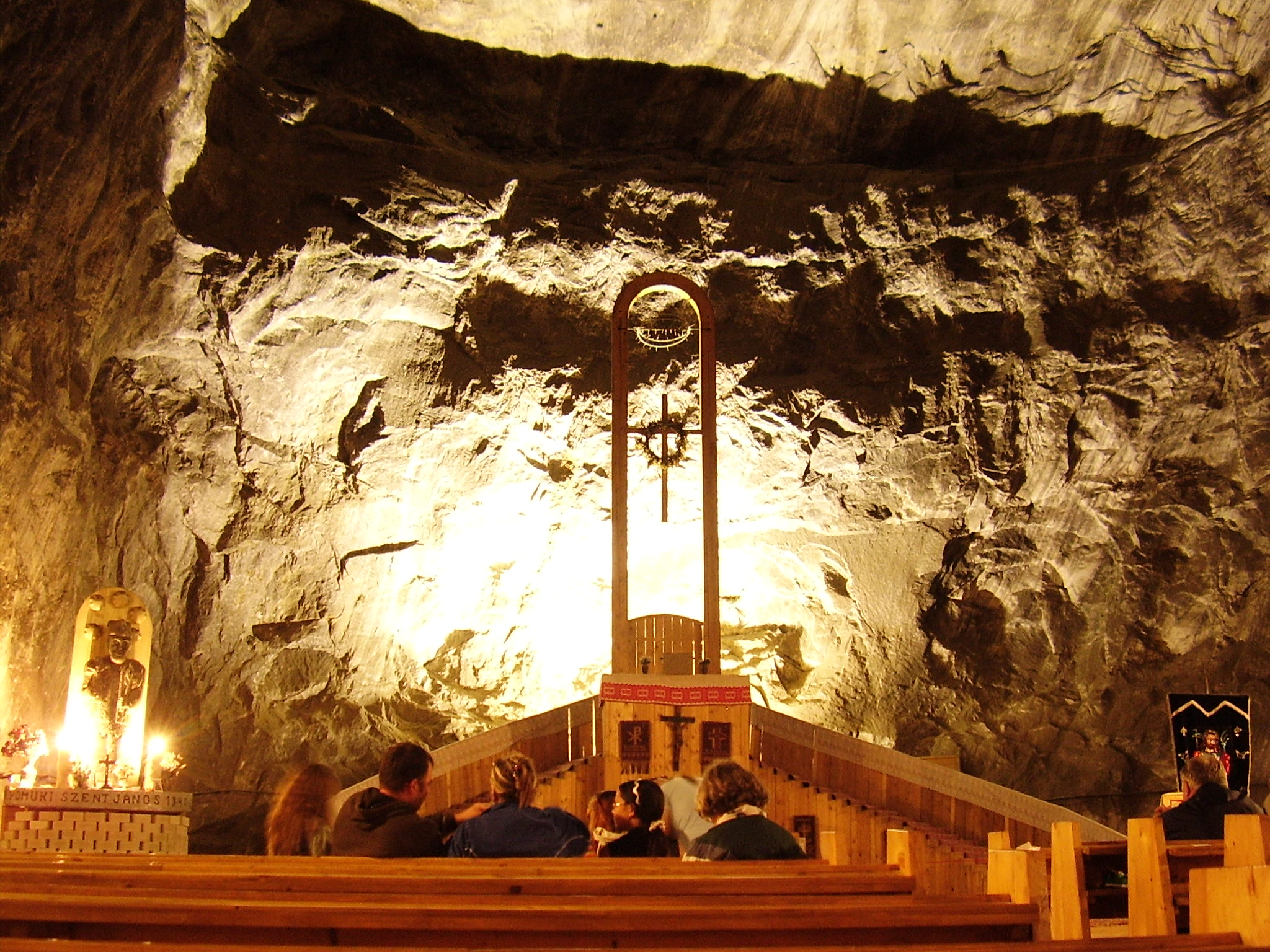
Parajd kápolna a sóbányában
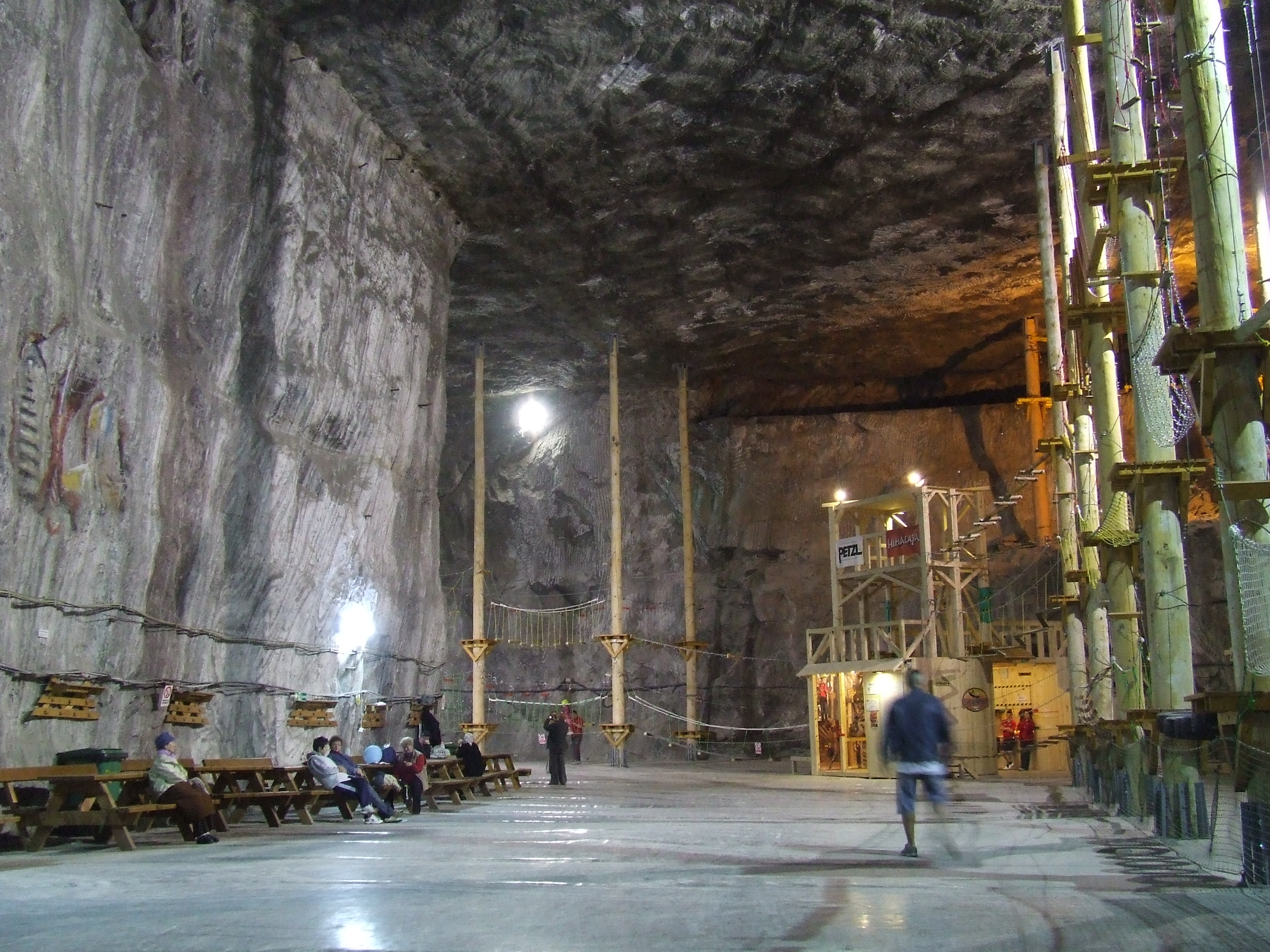
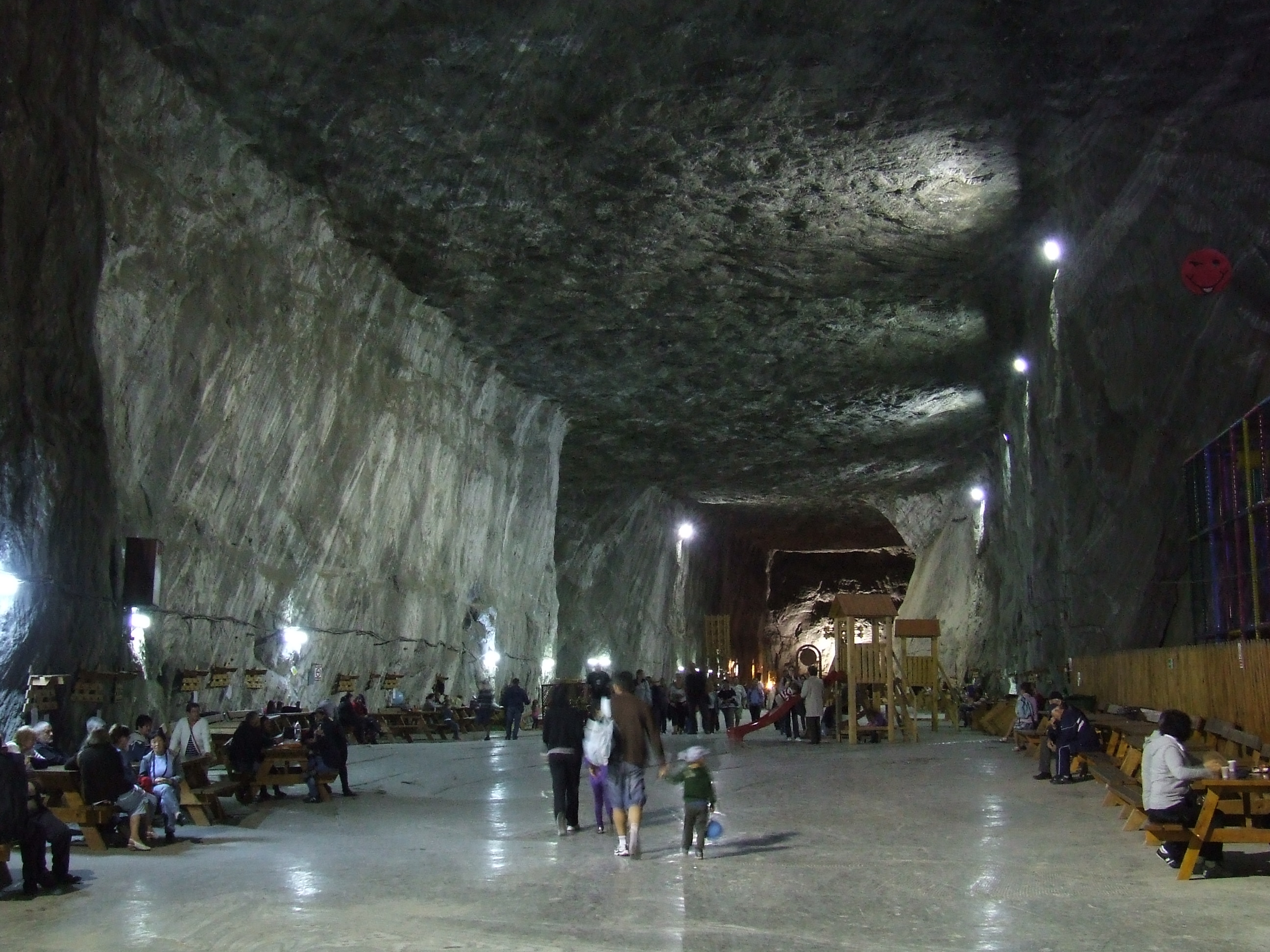
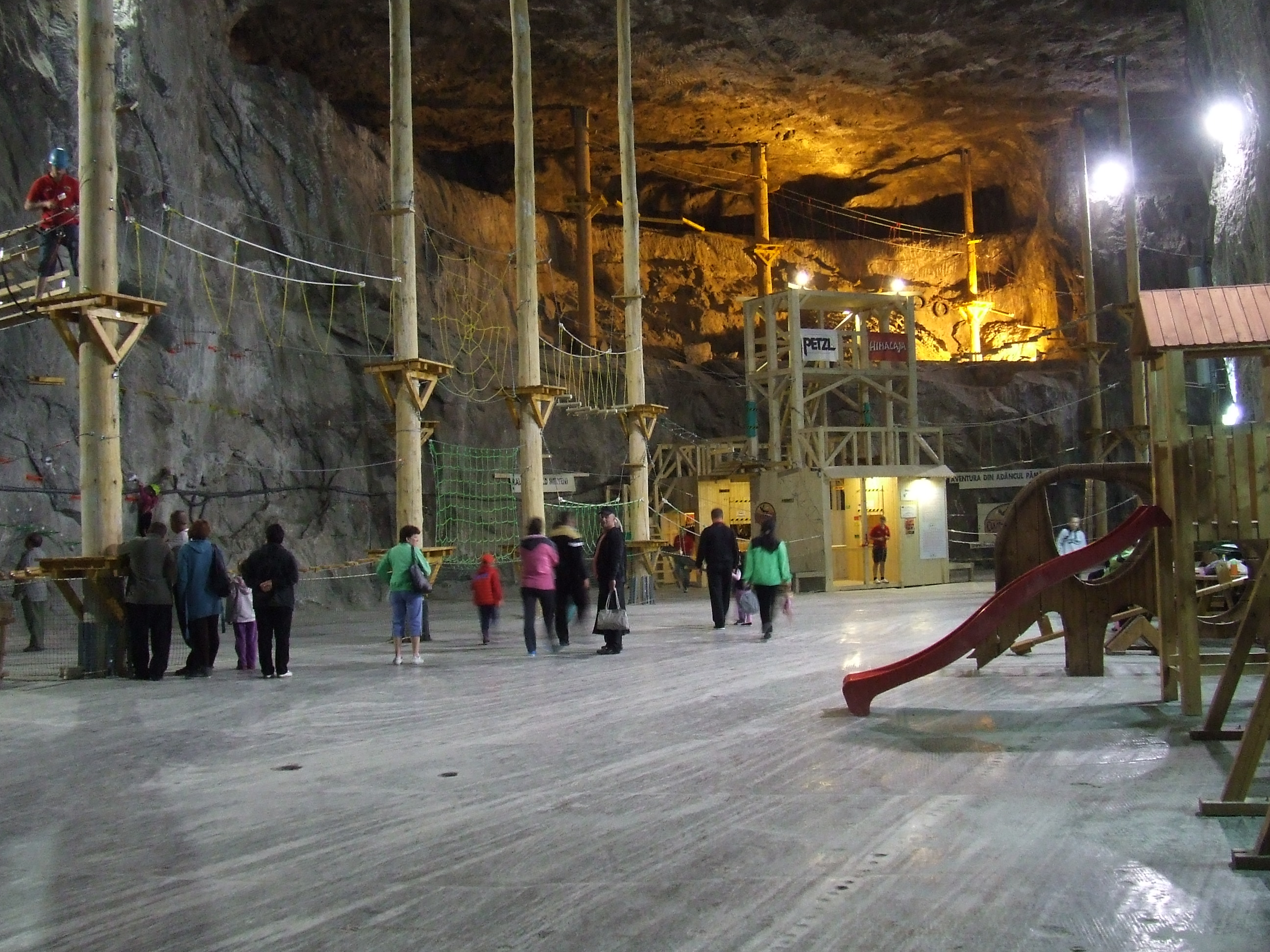